# 1989 aux États-Unis
Pour des articles plus généraux, voir Chronologie des États-Unis et 1989.
Chronologie des États-Unis
- 1985
- 1986
- 1987
- 1988
- 1989
- 1990
- 1991
- 1992
- 1993

Cette page concerne des événements d'actualité qui se sont produits durant l'année 1989 du calendrier grégorien aux États-Unis.

## Gouvernement
- Président : Ronald Reagan jusqu'au 20 janvier, puis George H. W. Bush
- Vice-président : George H. W. Bush jusqu'au 20 janvier, puis Dan Quayle
- Secrétaire d'État : George Shultz jusqu'au 20 janvier, puis James Baker
- Chambre des représentants - Président : Jim Wright (Parti démocrate) jusqu'au 6 juin, puis Tom Foley (Parti démocrate)

## Événements
- 1er janvier : application de l'Accord de libre-échange canado-américain (suppression des droits de douane sur les marchandises provenant des deux pays).
- 20 janvier : début de la présidence républicaine de George Bush aux États-Unis (fin en 1993)[1]. Il hérite d'une situation économique florissante, avec un chômage faible et une forte croissance, mais au prix d'un déficit fédéral et d'une dette publique élevés. Le nouveau président annonce qu'il poursuivra la politique menée par son prédécesseur, Ronald Reagan, surtout en matière de politique étrangère.
- 11 février : nomination de la première évêque épiscopalienne à Boston.
- 24 mars : catastrophe de l’Exxon Valdez au large des côtes d’Alaska.
- Mars : crise de la dette en Amérique Latine. Plan Brady. Le secrétaire du Trésor américain, Nicholas Brady, propose un plan qui oblige les banques commerciales à faire des concessions importantes à leurs débiteurs, notamment une réduction de dette « volontaire » ; « les banques doivent faire des efforts pour parvenir à des réductions, tant de la dette que du service de la dette ». Quelques pays, comme le Costa Rica, peuvent bénéficier rapidement du plan Brady, mais pour la majorité des autres le problème de la dette reste toujours irrésolu.
- 9 avril[2] : manifestation de près de 300 000 personnes à Washington, D.C. pour la défense de l’avortement.
- 19 avril : explosion de la tourelle numéro 2 de l'USS Iowa.
- 24-28 juin : la tempête tropicale Allison frappe le Texas et la Louisiane. Elle cause 11 morts et un demi-million de dollars de dégâts.
- 4 juillet : dans son discours, le président américain déclare : « Je n'ai pas encore passé l'épreuve du feu, mais elle deviendra inévitable ».
- 19 juillet : le vol 232 de la United Airlines s'écrase à Sioux City. 111 morts.
- 9 août : Financial Institutions Reform, Recovery and Enforcement Act, loi réformant l’assurance privée aux États-Unis. Création du Office of Thrift Supervision, chargé de la régulation des prêts bancaires et de la Federal Housing Finance Board, chargé de la garantie de la plupart des prêts accordés aux particuliers.
- 16 octobre[3] : discours favorables à la perestroïka du secrétaire d’État américain James Baker.
- 17 octobre : tremblement de terre à San Francisco, 63 morts, dont 42 à la suite de l'effondrement du pont de "Bay Bridge".
- 6 novembre : Meurtre de Palestina Isa.
- 23 novembre : Medicare Catastrophic Coverage Act, nouvelles coupes de 5 milliards de dollars sur le programme Medicare.
- 3 décembre : sommet au large des côtes de Malte entre Gorbatchev et Bush, qui scelle l’établissement de relations de confiance mutuelle entre les États-Unis et l’URSS.
- 19 décembre : Omnibus Reconciliation Act. Loi fiscale destinée à résorber le déficit budgétaire d'environ 14 milliards de $. Durcissement d'accès aux programmes Medicare et Medicaid.
- 20 décembre : opération Just Cause, intervention américaine au Panama pour « renverser Noriega, rétablir la démocratie, protéger les ressortissants américains et défendre les traités concernant le canal ». Guillermo Endara prête serment sur une base militaire américaine.
- 25 décembre : le général Manuel Noriega se réfugie à l'ambassade du Vatican, assiégée par les troupes américaines. Le 3 janvier 1990, accusé d’être compromis avec des trafiquants de stupéfiants, il se rend à la justice américaine.

## Économie et société
- 5,9 % du PIB est consacré à la défense
- 2,9 % de déficit public
- 5,0 % de chômeurs

## Culture
- 17 décembre : premier épisode de la série des Simpson.

### Cinéma

#### Films américains sortis en 1989
- Do the Right Thing de Spike Lee
- Retour vers le futur 2 de Robert Zemeckis
- Batman (1989) de Tim Burton

#### Autres films sortis aux États-Unis en 1989
- Meilleur film :
- Meilleur réalisateur :
- Meilleur acteur :
- Meilleure actrice :
- Meilleur film documentaire :
- Meilleure musique de film :
- Meilleur film en langue étrangère :

## Naissances en 1989
- 17 février : Chord Overstreet, acteur et musicien.
- 20 juin : Christopher Mintz-Plasse, acteur.
- 22 décembre : Jordin Sparks, actrice et auteure-compositrice-interprète.
- 13 décembre : 
  - Katherine Schwarzenegger, autrice américaine et fille d'Arnold Schwarzenegger.
  - Taylor Swift, auteur-compositrice-interprète et actrice américaine

## Décès en 1989
- 26 avril : Lucille Ball, actrice, productrice et réalisatrice. (° 6 août 1911)
- 6 octobre : Bette Davis, actrice. (° 5 avril 1908)
- 5 novembre : Vladimir Horowitz, pianiste virtuose d'origine ukrainienne. (° 1er octobre 1903)